# Teeatta driesseni
Teeatta driesseni is een spinnensoort uit de familie Macrobunidae. De soort komt voor in Tasmanië.